# Saundatti-Yellamma
Saundatti-Yellamma is een dorp in het district Belgaum van de Indiase staat Karnataka. 

## Demografie
Volgens de Indiase volkstelling van 2001 wonen er 38.212 mensen in Saundatti-Yellamma, waarvan 51% mannelijk en 49% vrouwelijk is. De plaats heeft een alfabetiseringsgraad van 61%. 